# 4 de diciembre
El 4 de diciembre es el 338.º (tricentésimo trigésimo octavo) día del año en el calendario gregoriano y el 339.º en los años bisiestos. Quedan 27 días para finalizar el año.

## Acontecimientos
- 656: Cerca de Basora tiene lugar la Batalla del Camello entre el califa Alí y la viuda de Mahoma, Aisha.
- 771: Carlomán I muere, dejando a su hermano Carlomagno el reino franco.
- 1006: en Al-Ándalus  es asesinado el visir de Córdoba, Ibn al-Qaṭṭā; quien había encabezado una conspiración para eliminar al caudillo al-Málik (hijo y sucesor de Almanzor).
- 1110: en Palestina, en el marco de la Primera Cruzada, los cruzados conquistan Sidón.
- 1248: Alfonso el Sabio, príncipe de Castilla, toma Alicante a los árabes y bautiza a su fortaleza como el Castillo de Santa Bárbara.
- 1328: en Nursia (Italia) un terremoto de magnitud 6,5 en la escala sismológica de Richter deja un saldo de 5000 muertos.
- 1520: En Mellid (España), son convocados varios miembros de la aristocracia gallega para hacer frente a las revueltas populares antifiscales contra el impuesto extraordinario aprobado por Carlos I. Se redacta un manifiesto en el que se comprometían a defender el poder real a cambio de que Galicia participara en las Cortes de Castilla y del establecimiento en La Coruña de una Casa de Contratación como la de Sevilla, medidas que fueron ignoradas por el emperador.
- 1563: en Italia termina el Concilio de Trento.
- 1619: en Virginia desembarcan 38 colonos de Berkeley Parish (Inglaterra) y dan gracias a Dios. Es considerado el primer Día de Acción de Gracias.
- 1639: Jeremiah Horrocks hace las primeras observaciones sobre el tránsito de Venus.
- 1645: en Roma (Italia), un tornado (posiblemente un F4) deja un saldo de decenas o cientos de muertos.
- 1674: a orillas del lago Míchigan, el padre Jacques Marquette funda la misión Illiniwek, que posteriormente sería la ciudad de Chicago.
- 1676: Batalla de Lund: el ejército danés (bajo el mando de Cristián V de Dinamarca) se enfrenta ante el ejército sueco (liderado por Simón Grundel-Helmfelt).
- 1791: se publica el primer ejemplar de The Observer, el primer dominical de la historia.
- 1838: en México desembarcan las tropas francesas y toman el puerto de Veracruz.
- 1860: en México, se decreta la Ley de Libertad de Cultos, emitida desde Veracruz, donde residía entonces el gobierno del presidente Benito Juárez.
- 1868: en Cádiz, surge un levantamiento encabezado por Fermín Salvochea y José Paul y Angulo que se extendió por los pueblos y capitales vecinas reivindicando que España sea una República Federal.
- 1881: en Los Ángeles (California) se publica por primera vez Los Angeles Times.
- 1885: dimiten 24 Gobernadores civiles en España.[1]
- 1912: en Buenos Aires (Argentina), el niño Cayetano Santos Godino (el Petiso Orejudo, 1896-1944) es arrestado en la madrugada, por el asesinato de su cuarta y última víctima, un niño de tres años, en el día de ayer.
- 1914: en la Ciudad de México se firma el Pacto de Xochimilco entre Pancho Villa y Emiliano Zapata, con lo que se consolida la alianza entre ambos líderes revolucionarios.
- 1918: el presidente de los Estados Unidos Woodrow Wilson embarca para sellar el tratado de Versalles de la Primera Guerra Mundial, convirtiéndose en el primer presidente estadounidense en viajar a Europa durante su mandato.
- 1931: en El Salvador, el Directorio cívico entrega la presidencia a Maximiliano Hernández Martínez, cuyo gobierno se prolongará hasta 1944.
- 1942: en Varsovia ―en el marco del Holocausto judío―, Zofia Kossak-Szczucka y Wanda Filipowicz se integran en la organización Żegota.
- 1943: Segunda Guerra Mundial: El líder de la resistencia yugoslava, el mariscal Tito, proclama el gobierno democrático yugoslavo en el exilio.
- 1945: el Senado de los Estados Unidos aprueba la entrada en la Organización de las Naciones Unidas, por 65 votos a favor y 7 en contra,.
- 1956: durante una grabación de Carl Perkins, Jerry Lee Lewis y Johnny Cash en Sun Records en Memphis (Tennessee), Elvis Presley visita el estudio y participa en unas pruebas con Perkins y Lewis. Los cuatro hombres fueron conocidos como el Million Dollar Quartet, y esa legendaria grabación se publicó en 1987.
- 1956: en la Argentina se crea el Instituto Nacional de Tecnología Agropecuaria (INTA).
- 1958: Benín se independiza de Francia.
- 1959: un mono regresa a la Tierra sano y salvo después de estar a 53 millas en el espacio exterior.
- 1962: en un túnel a 245 metros bajo tierra, en el área U9aa del Sitio de pruebas atómicas de Nevada (a unos 100 km al noroeste de la ciudad de Las Vegas), a las 8:00 (hora local) Estados Unidos detona su bomba atómica Taunton, de menos de 20 kilotones. Es la bomba n.º 299 de las 1132 que Estados Unidos detonó entre 1945 y 1992.
- 1963: en dos túneles separados (a 1,58 km uno del otro) a 263 metros de profundidad, en las áreas U3cr y U3ch del Sitio de pruebas atómicas de Nevada (a unos 110 km al noroeste de la ciudad de Las Vegas), a las 8:38 (hora local), Estados Unidos detona simultáneamente sus bombas atómicas n.º 714 y 715: Barracuda 2 (de menos de 20 kilotones) y Sardine 1 (de 8 kilotones).
- 1967: guerra de Vietnam: tropas de Estados Unidos y de Vietnam del Sur hacen retroceder al Viet Cong cerca del delta del río Mekong.
- 1969: en Chicago, dos miembros de los Panteras Negras ―Fred Hampton y Mark Clark― son tiroteados durante una trifulca con 14 policías.
- 1969: en Oahu, el surfista Greg Noll cabalga sobre una ola de 20 metros, batiendo todos los récords hasta la actualidad.
- 1971: la marina pakistaní ataca India.
- 1971: en Montreux (Suiza) se incendia el casino en el que tocaban Frank Zappa y The Mothers of Invention. Este hecho dio lugar a la famosa canción Smoke on the Water, de Deep Purple, que en esos momentos se encontraban grabando en Montreux.
- 1975: Primer vuelo del cazabombardero Douglas A-4CSkyhawk sobre territorio argentino. El vicecomodoro Juan Carlos Gabarret, primer Jefe del Escuadrón A-4C Skyhawk, realiza con éxito el vuelo de prueba del cazabombardero A-4C Skyhawk matrícula C-305.[2]
- 1977: dos millones de andaluces salen a la calle en manifestación pacífica para pedir una autonomía de primera, en pie de igualdad con los pueblos de España que habían iniciado el proceso hacia la autonomía durante la Segunda República.
- 1977: Manuel José Caparrós, joven malagueño, muere a consecuencia de un disparo por parte de la policía durante la manifestación por la autonomía en Andalucía, mientras izaba una bandera de Andalucía en su ciudad.
- 1978: el monte Aloya (Galicia) es declarado parque natural.
- 1982: la República Popular China adopta su constitución.
- 1985: la UNESCO declara a Santiago de Compostela como Patrimonio de la Humanidad.
- 1986: en el restaurante Pozzeto, en Bogotá (Colombia), el veterano de Vietnam colombiano Campo Elías Delgado, armado con un revólver, asesina a varias personas; la policía ingresa disparando con ametralladoras Uzi y lo mata junto con una docena más de clientes.
- 1991: Pan Am, la principal aerolínea de los Estados Unidos se declara en bancarrota y deja de operar.
- 1996: lanzamiento del Mars Pathfinder, primera misión a Marte que incluía un rover.
- 1996: en el observatorio Paranal, ubicado en la región de Antofagasta (norte de Chile) y operado por la empresa ESO (European Southern Observatory), se instalan los telescopios más grandes de Hispanoamérica.
- 2000: en Bogotá se inaugura el sistema de transporte TransMilenio.
- 2005: en Venezuela se celebran elecciones legislativas, en donde el partido oficialista gana la mayor parte de escaños a la Asamblea Nacional.
- 2010: se declara el estado de alarma en España, por primera vez en la democracia, con la finalidad de afrontar el caos aeroportuario provocado por una huelga de controladores de tráfico aéreo.
- 2013: en Córdoba (Argentina) se producen saqueos masivos por toda la ciudad. La policía estaba en huelga.
- 2020: En Italia, se confirma que oficialmente el estadio del Napoli pasa a llamarse «Estadio Diego Armando Maradona».
- 2020: La canción Life Goes On  de la popular banda surcoreana BTS se convierte en la primera canción en un idioma distinto al inglés en debutar en el puesto #1 del Billboard Hot 100.
- 2023: Debido a una filtración ocurrida a las 23H CET aproximadamente, Rockstar Games lanza oficialmente 15 horas antes el primer tráiler de su próxima entrega Grand Theft Auto, el cual estaba previsto lanzarse oficialmente el 5 de diciembre.
- 2024: En un intento de autogolpe de Estado, el presidente surcoreano Yoon Suk-yeol activa la Ley Marcial, ordena la suspensión de las actividades legislativas y abole la libertad de expresión.

## Nacimientos
- 1512: Jerónimo Zurita, historiador español (f. 1580).
- 1585: John Cotton, ministro puritano de Nueva Inglaterra (f. 1652).
- 1595: Jean Chapelain, escritor francés (f. 1674).
- 1660: André Campra, compositor francés (f. 1744).
- 1711: Bárbara de Braganza, reina consorte de España, esposa de Fernando VI (f. 1758).
- 1763: Carlos Martínez de Irujo y Tacón, diplomático y político español (f. 1824).
- 1795: Thomas Carlyle, historiador y pensador británico (f. 1881).
- 1798: Jules-Armand Dufaure, político francés, 33.º primer ministro de su país (f. 1881).
- 1801: Karl Ludwig Michelet, filósofo alemán (f. 1893).
- 1812: Bárbara Lamadrid, actriz española (f. 1893).
- 1817: Thomas Thomson, botánico británico (f. 1878).
- 1827: Salvador Albacete, político español (f. 1890).
- 1829: Francisco Zarco, político mexicano (f. 1869).
- 1830: Carlos Augusto Salaverry, escritor peruano (f. 1891).
- 1835: Samuel Butler, escritor británico (f. 1902).
- 1839: Melesio Morales, compositor mexicano (f. 1908).
- 1840: Caballo Loco, jefe de los sioux oglala (f. 1877).
- 1844: Augusto Arcimís, científico y meteorólogo español (f. 1910).
- 1853: Errico Malatesta, anarquista italiano (f. 1932).
- 1861: Lillian Russell, actriz y cantante estadounidense (f. 1922).
- 1875: Rainer María Rilke, escritor austriaco (f. 1926).
- 1880: Pedro Segura, clérigo español (f. 1957).
- 1881: Erwin von Witzleben, mariscal de campo alemán (f. 1944).
- 1889: Lloyd Bacon, actor y cineasta estadounidense (f. 1955).
- 1892: Francisco Franco, militar español, conocido popularmente como el Generalísimo (f. 1975).
- 1893: Bárbaro Rivas, pintor venezolano (f. 1967).
- 1898: Xavier Zubiri, filósofo español (f. 1983).
- 1903: Cornell Woolrich, escritor estadounidense (f. 1968).
- 1907: I. F. Stone, periodista estadounidense (f. 1989).
- 1908: Alfred Day Hershey, biólogo estadounidense (f. 1997).
- 1908: Carlos Izquierdo Edwards, político chileno (f. 1980).
- 1909: Carlos Pío de Habsburgo-Borbón, aristócrata austriaco y pretendiente carlista al trono español (f. 1953).
- 1910: Alex North, compositor estadounidense (f. 1991).
- 1910: José María Vélaz, jesuita chileno fundador de Fe y Alegría (f. 1985).
- 1913: Matías Prats Cañete, periodista español (f. 2004).
- 1913: Mark Robson, cineasta canadiense (f. 1978).
- 1920: Michael Bates, actor británico (f. 1978).
- 1921: Deanna Durbin, actriz canadiense (f. 2013).
- 1921: Paul Schaefer, criminal nazi y pedófilo chileno de origen alemán (f. 2010).
- 1922: Gérard Philipe, actor francés (f. 1959).
- 1927: Rafael Sánchez Ferlosio, escritor y anarquista español (f. 2019).
- 1928: Hebe de Bonafini, activista argentina, presidenta de Madres de Plaza de Mayo (f. 2022).
- 1928: Alfonso Pícaro, actor argentino (f. 2012).
- 1928: Fabio Zerpa, parapsicólogo, ufólogo e historiador argentino de origen uruguayo (f. 2019).
- 1930: Jim Hall, guitarrista estadounidense de jazz (f. 2013).
- 1931: Rodolfo Cholo Montironi, bandoneonista, director de orquesta, arreglador y compositor tanguero argentino.
- 1932: Roh Tae Woo, militar y político surcoreano, presidente de Corea del Sur entre 1988 y 1993 (f. 2021).
- 1933: Horst Buchholz, actor alemán (f. 2003).
- 1934: Victor French, actor estadounidense.
- 1936: John Giorno, poeta estadounidense (f. 2019).
- 1938: Yvonne Minton, soprano australiana.
- 1940: JoAnn Hardin Morgan, ingeniera aeroespacial estadounidense
- 1941: Humberto Solás, cineasta y productor cubano (f. 2008).
- 1942: Gemma Jones, actriz británica.
- 1943: Alfonso Dulanto Rencoret, ingeniero y ministro chileno.
- 1944: Dennis Wilson, músico estadounidense, de la banda The Beach Boys (f. 1983).
- 1944: Chris Hillman, músico estadounidense, de la banda The Byrds.
- 1945: Roberta Bondar, astronauta y neuróloga canadiense
- 1946: Karina, cantante española.

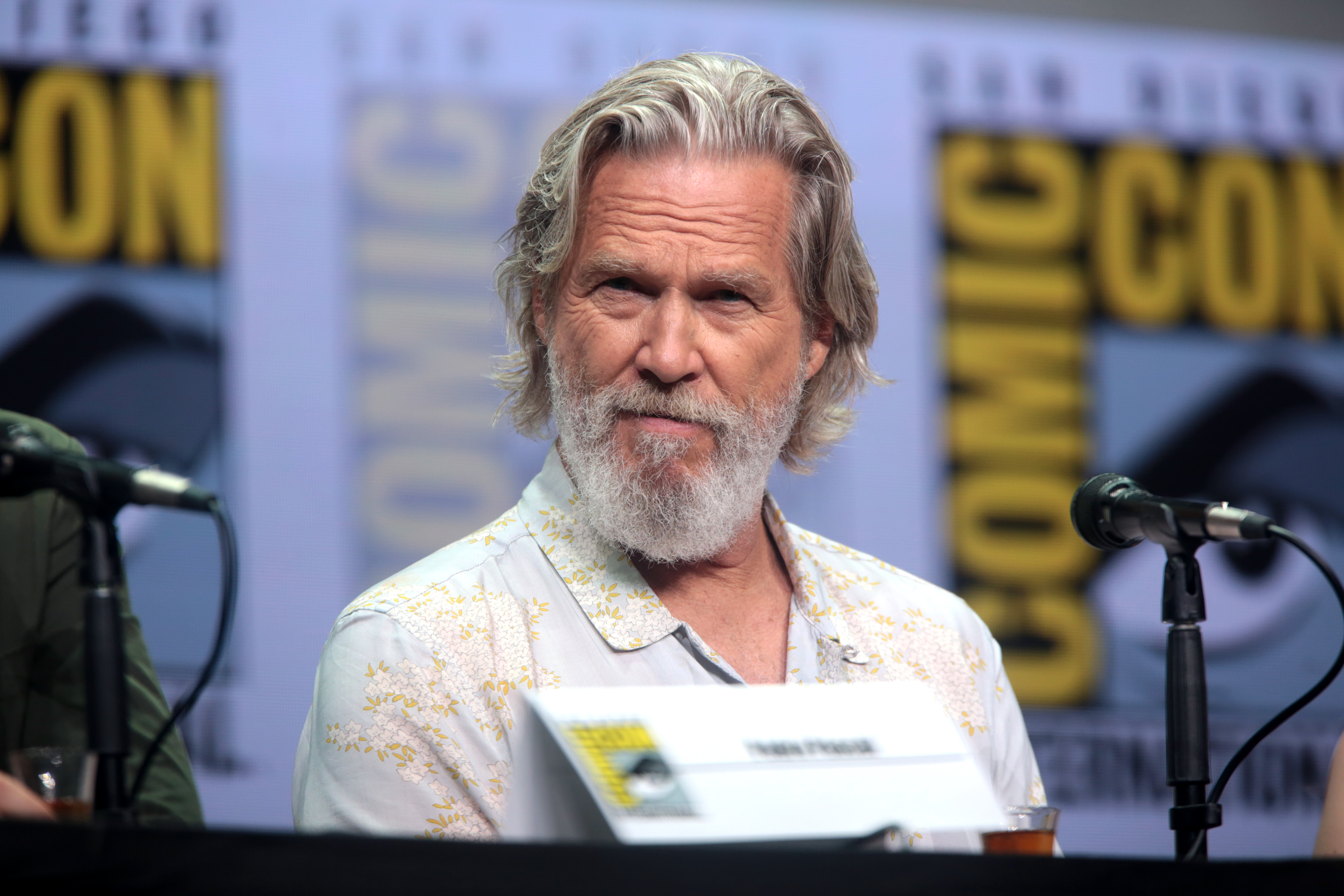
Jeff Bridges

- 1949: Jeff Bridges, actor estadounidense.
- 1949: José Luis Gioja, político argentino.
- 1949: Arturo Salah. exfutbolista y dirigente futbolístico chileno.

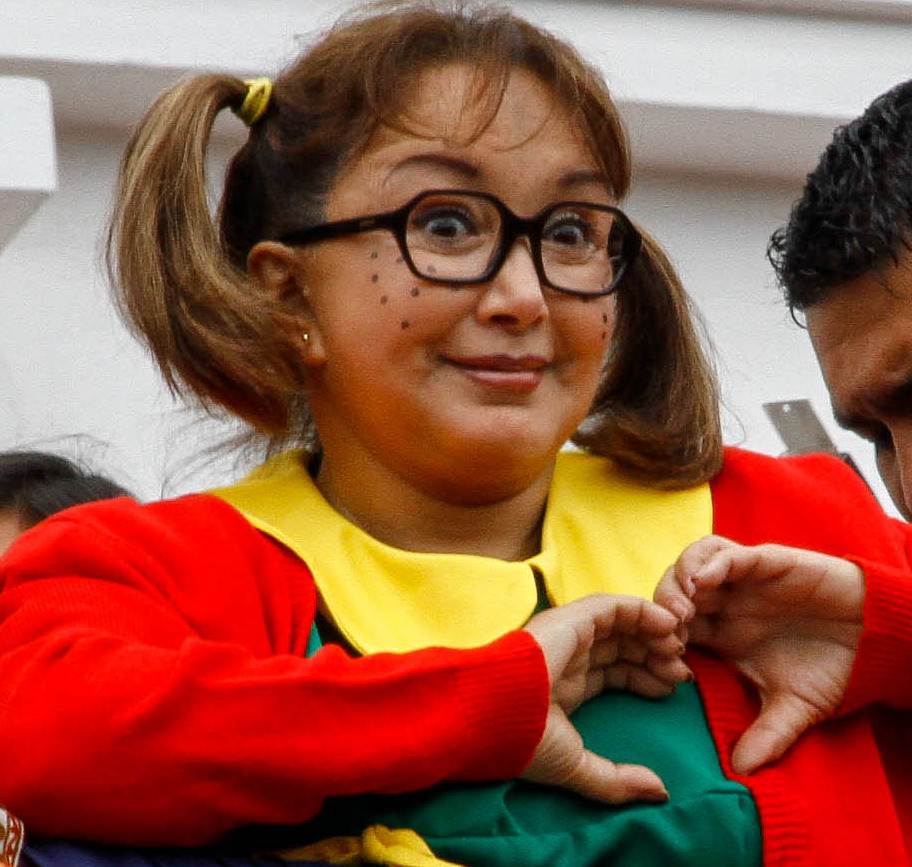
María Antonieta de las Nieves

- María Antonieta de las Nieves1949: María Antonieta de las Nieves, actriz mexicana.
- 1949: Pedro Huilca Tecse, sindicalista peruano (f. 1992).
- 1951: Julio Robles, torero español.
- 1951: Gary Rossington, músico estadounidense, de la banda Lynyrd Skynyrd (f. 2023).
- 1952: Susú Pecoraro, actriz argentina.
- 1953: Maryam Rajavi política iraní y líder de la oposición para quitar la República Islámica de Irán
- 1954: Tony Todd, actor y productor estadounidense.
- 1955: Cassandra Wilson, cantante y compositora de jazz estadounidense
- 1955: Liliana Cuomo, actriz argentina de cine y televisión (f. 2021).
- 1957: Raúl Boesel, piloto de automovilismo brasileño.
- 1957: Eric S. Raymond, informático estadounidense.
- 1957: David Rivas, economista, profesor y escritor español.
- 1957: Greg Child, montañero y escritor australiano.
- 1958: Luis García Montero, poeta y ensayista español.
- 1959: Pipo Cipolatti, cantante, músico, compositor y guitarrista argentino.
- 1959: Paul McGrath, futbolista irlandés.
- 1960: Glynis Nunn, atleta australiana.
- 1962: Alexander Litvinenko, militar y espía ruso (f. 2006)
- 1962: Kevin Richardson, futbolista británico.
- 1963: Sergéi Bubka, atleta ucraniano.
- 1964: Sertab Erener, cantante turca.
- 1964: Marisa Tomei, actriz estadounidense.
- 1965: Álex de la Iglesia, cineasta español.
- 1967: Guillermo Amor, futbolista español.
- 1967: Jesús García Castilla, batería español, de la banda Platero y Tú.
- 1969: Jay-Z, rapero estadounidense.
- 1970: Kevin Sussman, actor estadounidense.
- 1970: Sylvester Terkay, luchador profesional estadounidense.
- 1972: Tamara Castro, cantante argentina de folclore (f. 2006).
- 1973: Tyra Banks, modelo estadounidense.
- 1973: Ferry Corsten, músico y DJ neerlandés.
- 1977: Maia Landaburu, actriz franco-colombiana.
- 1978: Jaclyn Victor, cantante malaya.
- 1979: Jay DeMerit, futbolista estadounidense.
- 1980: Gustavo Chacín, beisbolista venezolano.
- 1981: Ezequiel Castaño, actor argentino.
- 1981: Florencia de Saracho, actriz mexicana.
- 1982: Waldo Ponce, futbolista chileno.
- 1982: Ho-Pin Tung, piloto de automovilismo chino-neerlandés.
- 1984: Brooke Adams, modelo, bailarina y luchadora profesional estadounidense.
- 1984: Lindsay Felton, actriz estadounidense.
- 1984: Francisco Puelles, actor y artista circense chileno.
- 1984: Fernando Marqués, futbolista español.
- 1985: Carlos Gómez, beisbolista dominicano.
- 1985: Martín Rodríguez, rugbista argentino.
- 1986: Martell Webster, baloncestista estadounidense.
- 1987: Orlando Brown, actor y rapero estadounidense.
- 1988: Mario Maurer, cantante, modelo y actor tailandés.
- 1990: Ángel Nesbitt, beisbolista venezolano.
- 1990: Skye Stracke, modelo australiana.
- 1992: Jin, cantante surcoreano, integrante del grupo BTS.
- 1992: Alessandro De Vena, futbolista italiano.
- 1992: Dino Slavić, balonmanista croata.
- 1994: Gregory Wüthrich, futbolista suizo.
- 1994: Leandro Trossard, futbolista belga.

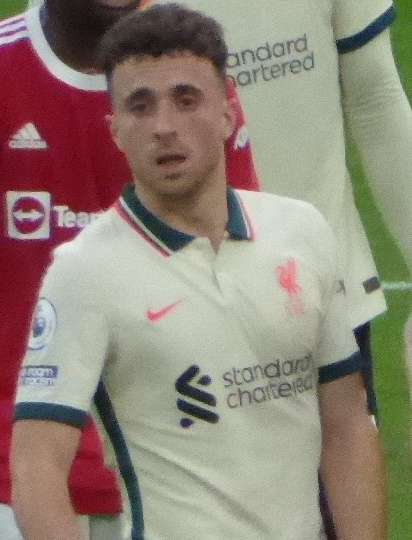
Diogo Jota

- Diogo Jota1995: Uche Agbo, futbolista nigeriano.
- 1996: Diogo Jota, futbolista portugués (f. 2025).
- 1996: Andoni Zubiaurre, futbolista español.
- 1996: José Antonio Morente Oliva, futbolista español.
- 1996: Carlos Doncel Ordóñez, futbolista español.
- 1996: Birnir Snær Ingason, futbolista islandés.
- 1997: Ryan Nyambe, futbolista namibio.
- 1997: Aleksandar Busnić, futbolista serbio.
- 1999: Thymen Arensman, ciclista neerlandés.
- 1999: Mauro Schmid, ciclista suizo.
- 1999: Sandro Kulenović, futbolista croata.
- 2001: Nicolò Rovella, futbolista italiano.
- 2002: Ahmed Hafnaoui, nadador tunecino.
- 2003: Sebastián Boselli, futbolista uruguayo.
- 2003: Ousmane Diomande, futbolista marfileño.

## Fallecimientos
- 1131: Omar Jayyam, matemático, astrónomo y poeta iraní (n. 1048).
- 1270: Teobaldo II, rey navarro (n. 1238).
- 1594: Fray Domingo de Salazar, religioso español (n. 1512).
- 1642: Cardenal Richelieu, religioso, aristócrata y político francés (n. 1585).
- 1643: Jorge de Bande, industrial luxemburgués (n. 1588).
- 1649: William Drummond, poeta escocés (n. 1585).
- 1679: Thomas Hobbes, filósofo británico (n. 1588).
- 1696: Meisho, emperatriz japonesa (n. 1624).
- 1798: Luigi Galvani, científico y médico italiano (n. 1737).
- 1836: Richard Westall, pintor británico (f. 1765).
- 1845: Gregor MacGregor, militar escocés (n. 1786).
- 1848: Joseph Mohr, sacerdote, poeta y compositor austriaco, autor de Noche de paz (n. 1792).
- 1868: Cúchares (Francisco Arjona Herrera), torero español (n. 1818).
- 1893: Heinrich Göbel, inventor alemán (n. 1818).
- 1893: John Tyndall, físico irlandés (n. 1820).
- 1899: Francisco Bauzá, político, escritor y profesor uruguayo (n. 1849).
- 1900: Aquileo Parra, fue un militar, hombre de negocios y político colombiano. Miembro del Partido Liberal, ocupó la presidencia de la República entre 1876 y 1878. (n. 1825).
- 1907: Luis Sáenz Peña, presidente argentino (n. 1822).
- 1918: Marie Bonnevial, activista francesa (n. 1841).
- 1923: Maurice Barrès, político y escritor nacionalista francés (n. 1862)
- 1924: Cipriano Castro, presidente venezolano entre 1899 y 1908 (n. 1858).
- 1926: Ivana Kobilca, pintora realista eslovena (n. 1861).
- 1932: Gustav Meyrink, escritor austriaco (n. 1868).
- 1933: Stefan George, poeta y traductor alemán (n. 1868).
- 1935: Tuffy Neugen, futbolista brasileño (n. 1898).
- 1935: Charles Robert Richet, médico francés, premio Nobel de medicina en 1913 (n. 1850).
- 1941: Amalia Guglielminetti, poetisa italiana (n. 1881).
- 1943: Galina Petrova, médica militar soviética y Heroína de la unión Soviética (n. 1920).
- 1945: Thomas Hunt Morgan, fisiólogo estadounidense, premio Nobel de medicina en 1933 (n. 1866).
- 1945: Julio Martínez Hombre, ingeniero agrónomo y astrónomo español (n. 1893).
- 1946: María de la Paz de Borbón, infanta de España y princesa de Baviera (n. 1862).
- 1951: Pedro Salinas, poeta y dramaturgo español (n. 1891).
- 1954: Segundo Storni, vicealmirante y marino argentino (n. 1876).
- 1964: Humberto Zarrilli, poeta y pedagogo uruguayo (f. 1898).
- 1965: Franz Völker, tenor alemán (n. 1899).
- 1967: Bert Lahr, actor estadounidense (n. 1895).
- 1971: Georg von Rauch, anarquista alemán (f. 1947).
- 1973: Elise Ottesen-Jensen, pedagoga, feminista y anarquista sueco-noruega (n. 1886).
- 1976: Tommy Bolin, guitarrista estadounidense, de la banda Deep Purple (n. 1951).
- 1976: Benjamin Britten, compositor y pianista británico (n. 1913).
- 1976: Pepe Marchena, cantaor de flamenco español (n. 1903).
- 1977: Manuel José García Caparrós, militante de Comisiones Obreras, asesinado durante la manifestación de la autonomía andaluza el 4 de diciembre (n. 1960).
- 1980: Stanisława Walasiewicz, atleta polaca (n. 1911).
- 1986: Campo Elías Delgado, asesino colombiano, veterano de Vietnam (n. 1934).
- 1987: Rouben Mamoulian, cineasta estadounidense (n. 1897).
- 1988: Alberto Uria, piloto de automovilismo uruguayo (n. 1924).
- 1993: Frank Zappa, músico y cineasta estadounidense (n. 1940).
- 1994: Julio Ramón Ribeyro, escritor peruano (n. 1929).
- 1996: José Antonio González Caviedes, político español (n. 1938).
- 1999: Nélida Roca, actriz y vedette argentina (n. 1929).
- 2004: Elena Souliotis, soprano griega (n. 1943).
- 2000: Julián Infante, guitarrista español, de las bandas Tequila y Los Rodríguez (n. 1957).
- 2005: Débora Arango, pintora colombiana (n. 1907).
- 2005: Gloria Lasso, cantante franco-española (n. 1922).
- 2007: José Esteban Lasala, director y guionista español (n. 1935).
- 2007: Pimp C, rapero estadounidense (n. 1973).
- 2008: Roberto Segura, historietista español (n. 1927).
- 2009: Eddie Fatu, luchador profesional samoano (n. 1973).
- 2009: Jordi Solé Tura, político y jurista español (n. 1930).
- 2009: Leticia Palma, actriz mexicana (n. 1920).
- 2010: Xabier Lete, poeta y cantautor español (n. 1944).
- 2011: Sócrates, futbolista brasileño (n. 1954).
- 2012: Miguel Calero, futbolista colombiano (n. 1971).
- 2015: Robert Loggia, actor estadounidense (n. 1930).
- 2017: Ali Abdullah Saleh, político y militar yemení, presidente de Yemen entre 1990 y 2012 (n. 1942).
- 2019: Rosa Morena,  cantante de copla, música popular y actriz española (n. 1941).
- 2020: Pamela Tiffin, actriz de cine televisión estadounidense (n. 1942).
- 2021: Stonewall Jackson, cantante estadounidense (n. 1932).
- 2022: Patrick Tambay, piloto de automovilismo francés (n. 1949).
- 2023: Queta Lavat, actriz mexicana (n. 1929).
- 2024: Brian Thompson, empresario estadounidense, CEO de UnitedHealth Group (n. 1974).

## Celebraciones
- Día Internacional de los Bancos.

- Día del Minero. Para homenajear la labor desempeñada por los trabajadores mineros en todo el mundo.

- Día Internacional del Cabernet Franc.

Ecología
- Día Internacional del Guepardo. El animal terrestre más rápido, que en la actualidad libra una carrera contra su propia extinción. Quedan menos de 7.100 guepardos en la naturaleza (en 2024), lo que le convierte en el felino más amenazado de África.

 Por países
(Por orden alfabético)
- Argentina: 
  - Día Nacional de la Publicidad y Día del Publicista.[3]Este día en 1936 se realizó en Buenos Aires el Congreso de Publicidad con el objetivo de promocionar la enseñanza de la materia en Argentina.[4]
  - Día Nacional del Obrero Minero.[5]En conmemoración de la fecha de fundación de la Asociación Obrera Minera Argentina en 1953.
  - Día del Cactusero o Día Nacional del Coleccionista de Cactus y Crasas. En homenaje a la fecha de nacimiento de Omar Emilio Ferrari (La Plata, 4 de diciembre de 1936-†2010), que fue el coleccionista de cactus más respetado de Argentina.[6]La variedad y riqueza de las especies que reunió, sumado a sus conocimientos, lo convirtieron en una fuente de consulta obligada de botánicos nacionales y extranjeros. La fama de sus cultivos le valieron el reconocimiento de la International Organization for Succulent Plant Study, quienes designaron su invernáculo como "colección de referencia".[7]

- Colombia: 
  -  Arauca:
    - Fiestas de la Araucanidad y  Fiestas de Santa Bárbara.[8]Esta festividad hace parte del patrimonio intangible de los araucanos, debido a que enaltece los valores folclóricos llaneros como expresión de la identidad, el endemismo y la idiosincrasia de una región muy marcada por su historia.

- El Salvador: 
  - Día del Bombero.

- España: 
  -  Andalucía: Día de la Bandera.

- Guatemala: 
  - Inicia Maratón del Juguete.

- México: 
  - Día del Trabajador Hacendario.

- Tonga: 
  - Aniversario de la coronación del rey Jorge Tupou I.

- Uruguay: 
  - Día del Publicista.

### Santoral católico

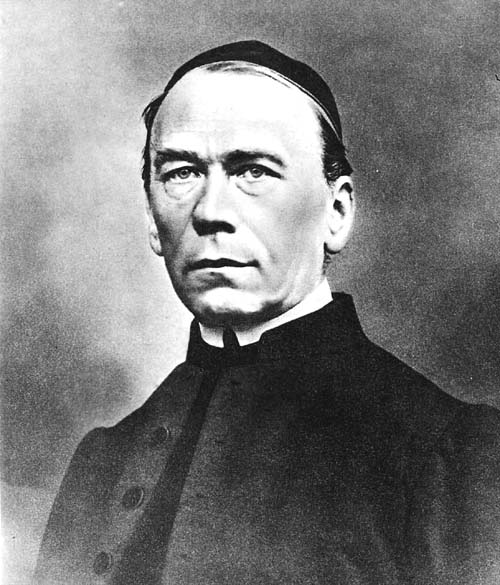
Adolph Kolping, sacerdote alemán, fundador de la Obra Kolping.

- Santa Bárbara de Nicomedia, virgen y mártir (s. III/IV).[9]
- San Juan Damasceno, presbítero y doctor de la Iglesia (c. 750).[9]
- San Heraclas de Alejandría, obispo (247/249).[9]
- San Melecio de Sebastopol, obispo (s. IV).[9]
- San Félix de Bolonia, obispo (431/432).[9]
- San Apro de Vienne, presbítero (s. VII).[9]
- San Sigiramnio de Longoret, peregrino y abad (s. VII).[9]
- Santa Adrehildis o Ada de Le Mans, abadesa  (c. 692).[9]
- San Sola de Ellwangen, presbítero y eremita (794).[9]
- San Juan el Taumaturgo, obispo (s. IX).[9]
- San Annon de Colonia, obispo (1075).[9]
- San Osmundo de Salisbury, obispo (1099).[9]
- San Bernardo de Parma, obispo (1133).[9]
- Beato Pedro Pectinario, religioso (1289).[9]
- Beatos Francisco Gálvez (mártir), Jerónimo de Angelis y Simón Yempo, mártires (c. 1622/1623).[9]
- Beato Adolfo Kolping, presbítero (1865)[9](imagen ilustrativa).
- San Juan Calabria, presbítero (1954).[9]

 Por países
(Por orden alfabético)
- Argentina: 
  - 1910: Con la bendición de la Iglesia Católica, se inaugura la Basílica de Nuestra Señora de Luján en la ciudad bonaerense homónima, el mayor santuario de la Argentina y uno de los más importantes edificios del estilo neogótico del país.